# Институт восточных церквей
Институ́т восто́чных церкве́й в Регенсбу́рге (нем. Ostkirchliches Institut Regensburg, сокращённо OKI) — немецкоязычное межконфессиональное учебное заведение, созданное католической немецкой епископской ассоциацией для поддержки обучающихся в Германии студентов из православных и нехалкидонских церквей.
Институт предлагал программу стипендий для студентов из православных и нехалкидонских церквей, обеспечивал представителей православных церквей проживание и возможность для молитвы, слушания лекций и углубленного образования в течение месяцев, а иногда и лет. Институт устраивал межконфессиональные симпозиумы, конференции и встречи с целью укрепления доверия и сохранения как там, проводимых при участии других учреждений (например, Фрибургского университета, университета Pro Oriente в Вене, православно-католической рабочей группы святого Иринея и др.). С 1982 по 2014 год институт публиковал каталог православных епископов под названием «Orthodoxia».

## История
В 1960 году двое студентов Германско-венгерского коллегиума в Риме Альберт Раух и Николаус Вирволль совершили трёхмесячную учебную поездку в Грецию, на Афон, в Стамбул, на Халки и в Эфес. Во время этой поездке они часто встречали православных профессоров и священников, которые учились в Германии, причём всегда на протестантских факультетах, так как на католических богословских факультетах в то время нельзя было получить степень без принесения «антимодернистской присяги» с формулой послушания Папе Римскому. Николаус Вирволль сообщил это наблюдение кардиналу Лоренцу Йегеру в Падерборне. Полтора года спустя, весной 1962 года, диакон Николаус Вирволль и капелан Альберт Раух были вызваны в Ватикан и получили поручение сообщить православным властям содержание письма кардинала Оттавиани. В письме было сказано, что отныне все студенты из других христианских церквей могут получить все католические степени по богословию, не давая клятву послушания. Вирволль передал это послание иерарху Константинопольского Патриархата митрополиту Максиму (Репанеллису), который тогда отвечал за подготовку богословов.
В 1965 году, в последний день Второго Ватиканского собора, в Риме и Константинополе в одновременном акте были торжественно отменены анафемы 1054 года, после чего начался «диалог любви» между Востоком и Западом. В 1966 году германская католическая епископская конференция приняла решение создать специальную комиссию, которая должна была «строить мосты» между восточными церквями и западными. Руководство этой комиссии было поручено епископу Регенсбурга доктору Рудольфу Граберу. Он неоднократно указывал, что диалог между католической и протестантской церквями не достаточен, но должен перейти в «Триалог», включающий в себя и восточные церкви.
В день Пасхи 1967 года епископ Грабер начал свою работу с посещения Константинопольского Патриарха Афинагора в Стамбуле. Этот визит стал официальным началом работы Регенсбургского Восточного церковного института. Патриарх Афинагора поблагодарил немецкую епископскую конференцию за инициативу в диалоге между церквями. Он подчеркнул, что контакты местных церквей могут внести важный вклад в единство церквей. Сравнительно небольшим православным поместным церквам нелегко было вступать в прямые переговоры с Римом. Декрет Unitatis Redintegratio Второго ватиканского собора было рекомендовано двусторонние контакты с Поместными Церквами. Затем епископ Грабер посетил Софию, где встретился с Патриархом Болгарским Кириллом и Белграде, где встретился с Патриархом Болгарским Германом. Оба патриарха одобрили и поддержали предложенную программу совместной работы. Патриархи хотели, чтобы в этом диалоге любви проходили и богословские консультации. От немецких богословов патриархи ожидали важного вклада в эту область.
Символом Института восточных церквей стал каменный мост — символ города Регенсбурга, что было обусловлено не только местом расположения учебного заведения, но и его миссией как символического моста между Востоком и Западом. В 1972 году Институт восточных церквей возглавил Альберт Раух.

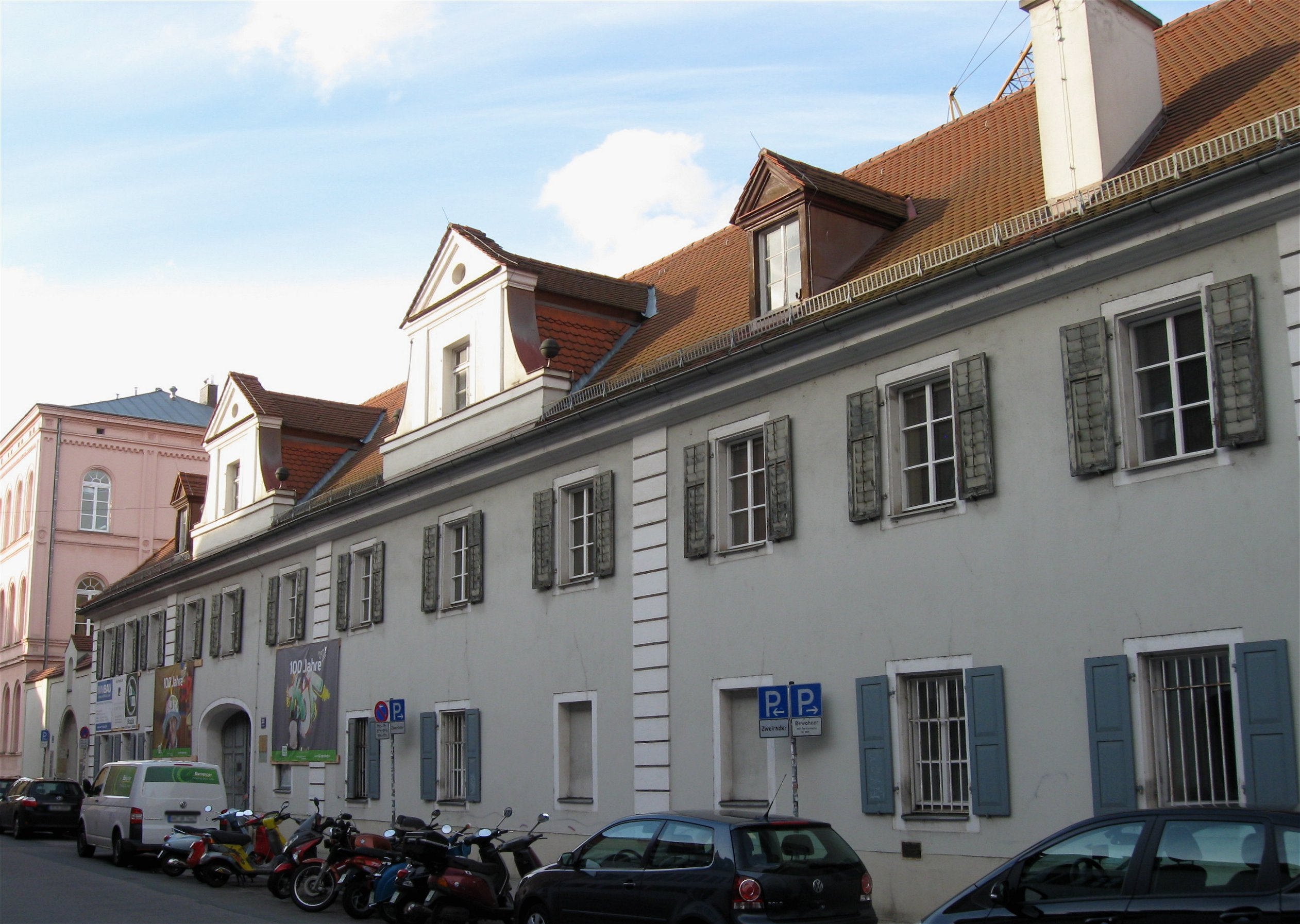
Бывшие помещения капуцинского монастыря на улице Остенгассе, 33, где с 1974 по 2012 года располагался Институт

В 1974 году Институт восточных церквей получил в своё распоряжение здание бывшего монастыря капуцинов 1614 года постройки, который был переделан: старые келии были стали комнатами комнаты и ваннами для студентов, другие комнаты стали кухнями. Таким образом, каждая группа могла оставаться верной своей традиции питания: одна группа постится в пятницу, другая в субботу, у некоторых — юлианский календарь, у других — григорианский, одна — из монастыря, где мясо не едят, студент из Индии ест только рис. В общей сложности в здании было 20 номеров с 30 койками. Общие и учебные залы подготовлены для 12-20 гостей, было также два больших зала.
В 1980 году в институте был обустроен православная домовая церковь в старой часовне Капуцинов, которая была украшена иконами и фресками. Экзарх Московского патриархата в Центральной Европы архиепископ Берлинский Мелхиседек освятил этом храм в день Троицы того же года. В этой часовне Восточного церковного института богослужение совершается только православными священниками. Для католических богослужений имеется бывшая церковь Капуцинов, посвященная апостолу Матфию.
Летом 2012 года здания Института восточных церквей перешли из собственности города Регенсбурга в собственность инвестора. В конце 2012 года институт был вынужден покинуть помещение в бывшем монастыре капуцинов в Остенгассе. Институт восточных церквей продолжил существовать, но с начала июля 2013 года опекунство православных стипендиатов взял на себя институт Иоганна Адама Мелера в Падерборне. Институт восточных церквей продолжил работать с 2013 года в Эттерцхаузене, Стамбуле и Фрибуре.
10 января 2015 года Альберт Раух, основатель института и его многолетний руководитель, скончался. К тому времени в связи с восстановлением церковных структур в Восточной Европе, а также создания большого количества приходов восточных церквей на Западе прежние условия значительно изменились. Поэтому в 2016 году Институт восточных церквей Регенсбургской епархии был учреждён как новая концепция с одновременной интеграцией в епархиальную структуру. Предполагается, что будущем это будет способствовать лучшему взаимному знанию восточных и западных традиций, а также задаче восстановления церковного «единства в разнообразии». В сентябре 2016 года директором Института стал Дитмар Шон.

## Обучение
До 2013 года более тысячи представителей православных и ориентальных Церквей обучались по стипендии немецких католических епископов и имели в Германии возможности для более близкого знакомства с немецким языком и культурой, но прежде всего с католической церковью и богословием.
В то же время они имели возможность вступить в более интенсивный обмен в Германии со студентами других православных церквей. Они совершенствовали свои знания немецкого языка и открывались для межцерковного диалога. Стипендиаты поступали в Восточный церковный институт на несколько месяцев, но некоторые могли учиться в нём и несколько лет. Каждый студент имел индивидуальную программу обучения, согласованную со священноначалием той поместной церкви, откуда прибыл студент: «сестра из румынского монастыря может быть в ИВЦ всего три месяца, чтобы выучить немецкий язык, а затем лучше рассказать туристам о своём монастыре. Другой получил задание два года изучать пастырскую теологию, чтобы потом дома организовать воскресную школу. Ещё один получает степень доктора философии, чтобы он мог занять кафедру философии в своём вузе дома». Обычно православные стипендиаты поступали в докторантуру у себя на родине. Они заканчивают свою работу с докторантурой на своих домашних факультетах, в Регенсбурге они пользуются хорошими возможностями доступа в библиотеки и учебные заведения и могут быть проконсультированы католическими профессорами. Наряду с индивидуальными учебными программами существует и общая программа. К ним относятся экскурсии на церковные мероприятия, экскурсии в окружающие монастыри, ближе к концу учебного года происходит паломничество в Рим к древним местам христианского мира.
Руководство Института Восточных Церквей старалось, чтобы иностранные студенты чувствовали себя как дома, и инкультурация в непривычную для них жизнь проходила без стрессов в обстановке семейного добродушия. Тем не менее, по мнению протоиерея Всеволода Чаплина: «в полной искренности проекта института, который нас принимал, можно было усомниться. Да, нас не обращали там в „католичество“. И покойный ныне Раух очень бы обиделся, если бы его в чём-то подобном обвинили. Но в здании месяцами жили православные священники и ученые-миряне, которые симпатизировали Ватикану, — в том числе из России. Понятно, что они становились проводниками влияния „католиков“ — а некоторые потом и меняли веру. Как ни крути, институт был формой „мягкого миссионерства“».
Институт восточных церквей также предоставлял западным студентам возможность учиться на православных богословских факультетов, например, в Афинах, Салониках, Софии, Белграде, Санкт-Петербурге, Минске, Баламанде.

## Симпозиумы
В 1966/1967 учебном году начались «Регенсбургские симпозиумы». Первый из них носил тему «Таинства Церкви» и состоялся в 1969 году в замке Шпиндлхоф под Регенсбургом. В нем приняли участие большая делегация Московского патриархата, представители других православных патриархатов, католические немецкие богословы, а также гости из протестантских церквей. В 1977 году патриархи решили провести вторую серию симпозиумов под названием «Единая церковь и ее жизнь в пространстве и времени». Этот цикл начался в 1979 году с темы «святые единой церкви» и «чины единой церкви». Этот цикл завершился в 1989 году симпозиумом «первенство и патриархат — управление церковного единства».
На 1100 годовщину смерти равноапостольного Мефодий в 1985 году Регенсбургский университет провёл конгресс в Институте восточных церквей, в котором приняли участие делегации со всех восточных стран. В 1987 году в связи с подготовкой к празднованию тысячелетия Крещения Руси в Институте восточных церквей состоялся симпозиум на тему «тысяча лет между Волгой и Рейном». В апреле 1992 года в связи с 600 летием кончины Сергия Радонежского состоялся симпозиум на тему «идеал совершенства вчера и сегодня». Барбара Халленслебен и Альберт Раух переиздали житие святого. В 1994 году состоялся симпозиум в связи с 50-летием кончины Сергия Булгакова (1871—1944). В 1998, 1999 и 2000 годах проведено несколько симпозиумов в Керале (Индии), посвящённым диалогу индуистского и христианского мировоззрения. В 2000 году симпозиум был посвящен 100-летию со дня смерти Владимира Соловьёва.

## Каталог православных епископов
Институт восточных церквей с 1982 по 2014 года публиковал каталог православных и ориентальных епископов под названием «Orthodoxia» под редакцией Николауса Вирволя. Изначально это издание задумывалось как средство отличить многочисленных «бродячих» (то есть неканонических) епископов с восточными титулами от епископов, действительно принадлежащих к восточным церквам, с которыми соприкасался Святой престол. Он содержит краткую биографию каждого епископа, а также его почтовый адрес, телефон, факс, а впоследствии и электронную почту и домашнюю страницу (если они были известны составителям). По замечанию протоиерея Всеволода Чаплина: «полный список православного епископата долгое время составлялся и издавался только в этом институте и нигде более».
3 июня 2015 года было подписано «Соглашение о сотрудничестве между Институтом экуменических исследований при Фрайбургском университете и Восточным церковным институтом Регенсбурга». После этого издание каталога стал осуществлять Центр Святого Николая по изучению Восточных Церквей при Фрайбургском университете. В настоящее каталог доступен в интернете по адресу www.orthodoxia.ch